# Nuno
 (août 2023).
Si vous disposez d'ouvrages ou d'articles de référence ou si vous connaissez des sites web de qualité traitant du thème abordé ici, merci de compléter l'article en donnant les références utiles à sa vérifiabilité et en les liant à la section « Notes et références ».
Nuno Cadete Gerson né le 27 février 1980, est un footballeur angolais. Il évolue au poste de gardien de but.